# Mike Brewer (conduttore televisivo)
Mike Brewer (Lambeth, 28 agosto 1964) è un conduttore televisivo britannico.

## Biografia
Mike Brewer è salito alla ribalta nel Regno Unito grazie a programmi televisivi legati al mondo dei motori realizzati per Discovery Channel, diversi dei quali in collaborazione con l'amico ingegnere Edd China. 
È conduttore di Driven su Channel 4, Affari a quattro ruote, Pulling Power, Wrecks To Riches e Auto Trader. 
È inoltre commentatore del British Rally Championship per Sky Sports.
Dal 2010 conduce sempre per Discovery Channel Frontline Battle Machines, nel quale insegna alle truppe britanniche di stanza in Afghanistan come sfruttare al meglio i mezzi motorizzati in dotazione.
Nel 2004 la Royal Television Society gli ha consegnato il premio per la "migliore presenza scenica".